# PlatinumGames
PlatinumGames Inc. is een Japans computerspelontwikkelaar die werd opgericht in oktober 2007 na het samengaan van voorgangers Seeds Inc. en Odd Inc. Een jaar later maakte Sega bekend ontwikkelde spellen van PlatinumGames uit te gaan geven, zoals MadWorld, Infinite Space, Bayonetta en Vanquish.
PlatinumGames werkte onder meer samen met Activision, en sinds 2013 met Nintendo. Het bedrijf werkte ook aan opvolgers in spelseries van andere ontwikkelaars.

## Ontwikkelde spellen
| Jaar | Titel                                              | Uitgever       | Platform                              |
| ---- | -------------------------------------------------- | -------------- | ------------------------------------- |
| 2009 | MadWorld                                           | Sega           | Wii                                   |
| 2009 | Infinite Space                                     | Sega           | Nintendo DS                           |
| 2009 | Bayonetta                                          | Sega, Nintendo | Windows, Switch, PS3, Wii U, Xbox 360 |
| 2010 | Vanquish                                           | Sega           | Windows, PS3, Xbox 360                |
| 2012 | Anarchy Reigns                                     | Sega           | PS3, Xbox 360                         |
| 2013 | Metal Gear Rising: Revengeance                     | Konami         | Android, Windows, OS X, PS3, Xbox 360 |
| 2013 | The Wonderful 101                                  | Nintendo       | Wii U                                 |
| 2014 | Bayonetta 2                                        | Nintendo       | Wii U, Switch                         |
| 2014 | The Legend of Korra                                | Activision     | Windows, PS3, PS4, Xbox 360, Xbox One |
| 2015 | Transformers: Devastation                          | Activision     | Windows, PS3, PS4, Xbox 360, Xbox One |
| 2015 | 8-bit Bayonetta                                    | Sega           | browserspel, Windows                  |
| 2016 | Star Fox Zero                                      | Nintendo       | Wii U                                 |
| 2016 | Star Fox Guard                                     | Nintendo       | Wii U                                 |
| 2016 | Teenage Mutant Ninja Turtles: Mutants in Manhattan | Activision     | Windows, PS3, PS4, Xbox 360, Xbox One |
| 2017 | Nier: Automata                                     | Square Enix    | Windows, PS4, Xbox One                |
| 2018 | World of Demons                                    | DeNA           | Android, iOS                          |
| 2019 | Astral Chain                                       | Nintendo       | Nintendo Switch                       |
| 2022 | Bayonetta 3                                        | Nintendo       | Nintendo Switch                       |
| 2023 | Bayonetta Origins: Cereza and the Lost Demon       | Nintendo       | Nintendo Switch                       |